# Coral Gables Biltmore Hotel
Le Coral Gables Biltmore Hotel est un hôtel de luxe situé à Coral Gables en Floride aux États-Unis. L'hôtel est ouvert en 1926 par John McEntee Bowman et George Merrick et appartient à la chaîne hôtelière Biltmore Hotel. Conçu par le bureau d'architecture Schultze and Weaver, le bâtiment est classé depuis le 27 septembre 1972 dans le Registre national des lieux historiques.

## Histoire
Le bâtiment sert d'hôpital durant la Seconde Guerre mondiale. Ensuite il sert également en tant qu'hôpital pour vétérans et en tant que campus de l'école de médecine de l'Université de Miami. Il redevient un hôtel en 1987 en étant géré par la Seaway Hotels Corporation. Certaines rumeurs prétendent que l'hôtel serait hanté. 
Lorsqu'il fut achevé, le bâtiment était le plus grand de Floride dépassant la Tour de la liberté de Miami. Le bâtiment sera ensuite dépassé en 1928 par le Dade County Courthouse de Miami. La piscine fut durant un moment la plus grande piscine au monde et un de ses professeurs de natation fut le célèbre Johnny Weissmuller, l'acteur qui joua le rôle au cinéma de Tarzan. L'hôtel a également été utilisé comme décor pour le film Bad Boys mais aussi pour les séries télévisées Les Experts : Miami et Deux flics à Miami.
En février 2009, l'hôtel a mis en route une académie culinaire enseignant la cuisine à différents niveaux.

### Galerie

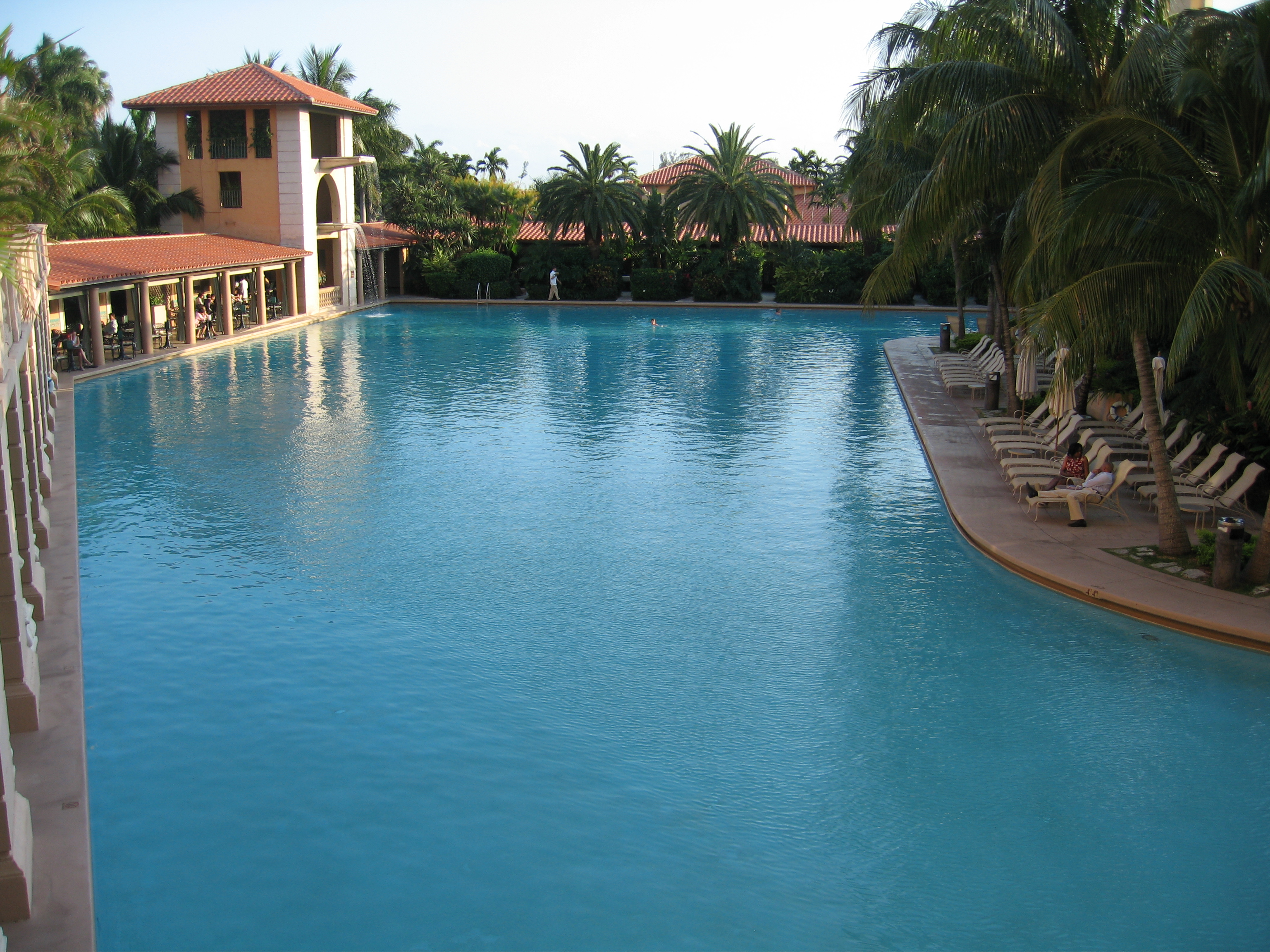
Piscine de l'hôtel
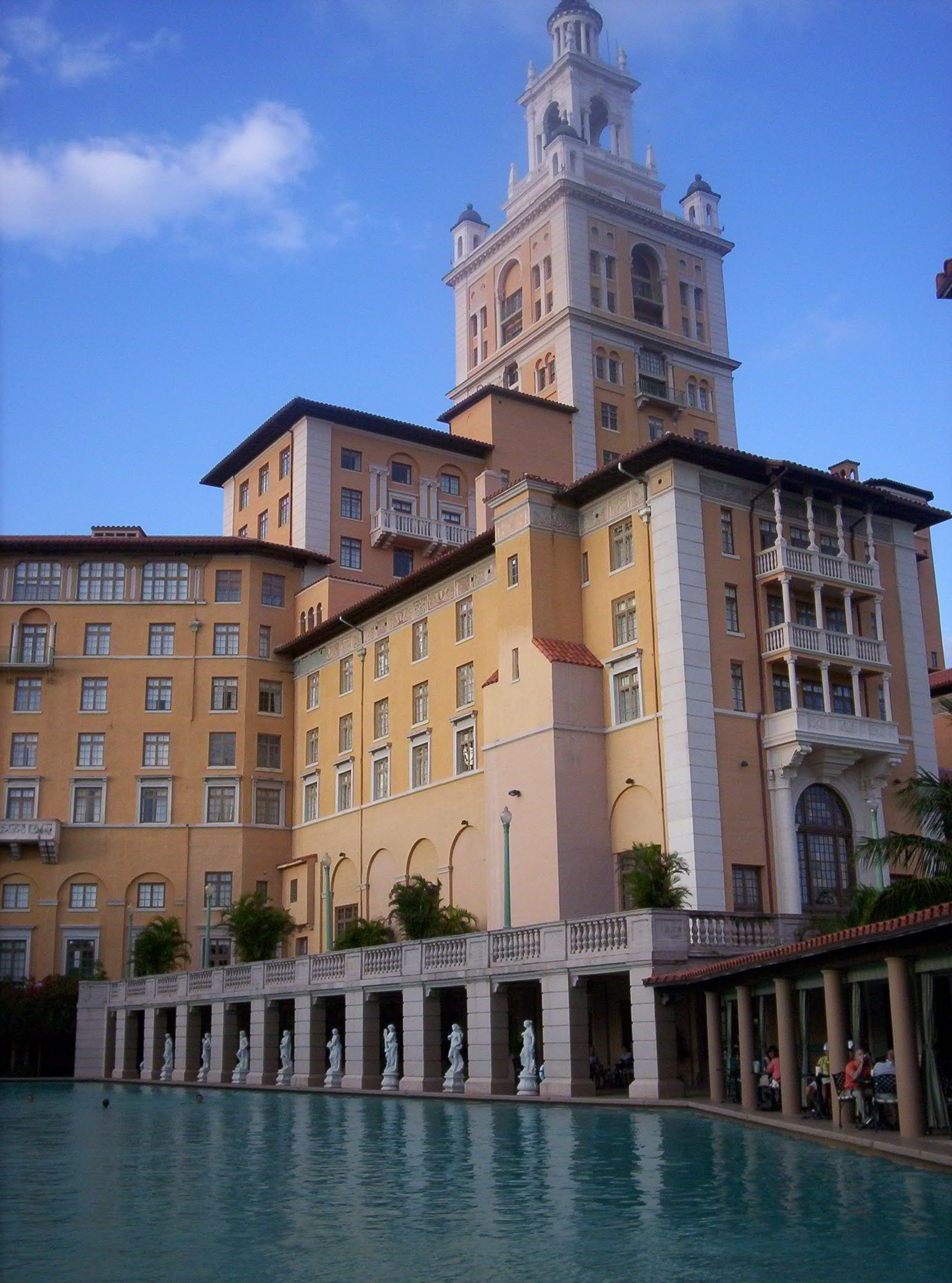
Piscine de l'hôtel